# Bristol 188
Le Bristol 188 était un avion expérimental supersonique Britannique, conçu et produit par la Bristol Aeroplane Company pendant les années 1950. Sa longueur, sa section fine et sa mission principale lui ont valu de recevoir le surnom de « Flaming Pencil » (en français : « crayon enflammé »).

## Conception et développement

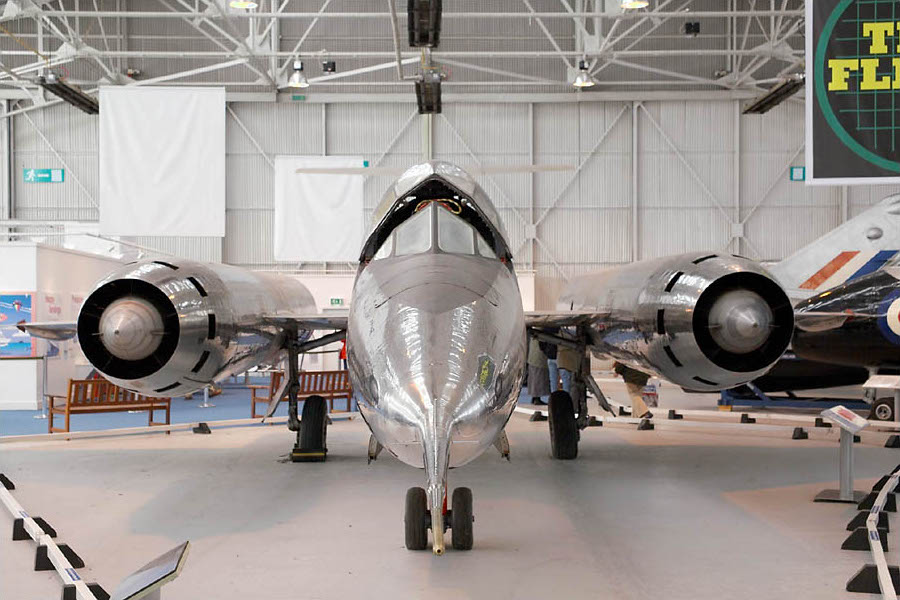
Vue de face du Bristol 188 (s/n XF926), exposé au Royal Air Force Museum Cosford, dans le Shropshire, au Royaume-Uni. Cet exemplaire est l'un des deux qui fut produit pour les essais en vol.

La conception de l'avion fut la conséquence directe de la publication de l'Operational Requirement 330 (OR.330, en français : besoin opérationnel no 330) en 1954, qui faisait appel à la conception d'un avion de reconnaissance à haute altitude pouvant atteindre une vitesse de Mach 3 et qui mena finalement à la conception de l'Avro 730,. Comme il était prévu que l'Avro 730 vole à des vitesses élevées sur de longues périodes, des données supplémentaires concernant les opérations à grande vitesse étaient nécessaires, ce qui mena à la publication du besoin opérationnel ER.134T décrivant une plateforme expérimentale pouvant atteindre des vitesses supérieures à Mach 2. L'avion devait pouvoir voler à ces vitesses sur des durées importantes, permettant d'étudier les effets de l'échauffement aérodynamique sur la structure et le revêtement de tels appareils. Par conséquent, il était prévu qu'il passe un temps considérable avec une température de revêtement d'environ 300 °C,. Plusieurs constructeurs furent intéressés par cette Specification très avancée, et le contrat final (6/Acft/10144) fut attribué à Bristol Aircraft, en février 1953.
Bristol attribua au projet le numéro de type 188, duquel trois exemplaires furent produits : un était un banc d'essais statiques, tandis que les deux autres (numéros constructeur 13518 et 13519) étaient destinés aux essais en vol. Sous le numéro de contrat KC/2M/04/CB.42(b), les numéros de série XF923 et XF926 furent donnés le 4 janvier 1954 aux deux exemplaires devant voler. Afin de soutenir le développement de l'Avro 730, trois autres exemplaires (numéros de série XK429, XK434 et XK436) furent également commandés. Cette dernière commande fut cependant rapidement annulée lorsque le programme de l'Avro 730 fut lui-aussi annulé, en 1957, à la suite de la publication du Livret blanc de la Défense de 1957 (en) par le Ministre de la Défense Duncan Sandys, qui porta un coup très dur à l'industrie aéronautique britannique. Le projet du Bristol 188 continua toutefois, en tant qu'avion de recherches à grande vitesse.
La nature avancée de l'avion signifiait que de nouvelles méthodes de construction devaient être développées et mises au point. Plusieurs matériaux furent envisagés pour la construction et deux aciers d'un type particulier furent sélectionnés : un acier inoxydable austénitique 18-8 stabilisé au titane et un acier à 12 % de chrome utilisé dans les turbines à gaz, désigné Firth Brown (en) Rex 448. Ces alliages devaient être fabriqués à de meilleures tolérances en quantités suffisantes pour commencer. L'acier à 12 % de chrome avec une structure centrale en nid d'abeilles fut utilisé pour la fabrication du revêtement externe de l'avion, sur lequel aucune peinture ne fut appliquée. Le rivetage était une potentielle méthode d'assemblage, mais la nouvelle technique de soudage à l'arc employant un bouclier de gaz inerte (de l'argon), également connue sous le nom de « Soudage TIG », fut utilisée. Cette méthode imposait cependant de longs retards lors de la fabrication, ce qui était jugé comme insatisfaisant. La compagnie Armstrong Whitworth apporta un soutien technique substantiel à la société Bristol pendant cette période, en produisant des sections majeures de la cellule en tant que sous-contractant. Un pare-brise et une verrière au verre de quartz, ainsi qu'un système de réfrigération du cockpit furent conçus et installés, mais ils ne furent toutefois jamais testés dans l'environnement pour lequel ils avaient été développés.
La spécification pour l'avion demandait des installations moteurs permettant l'adaptation de différents moteurs, entrées d'air et tuyères,. Le 188 devait initialement recevoir des turboréacteurs Avon, mais ils furent remplacés par le De Havilland Gyron Junior en juin 1957. Le Gyron Junior était alors en cours de développement pour l'intercepteur supersonique Saunders-Roe SR.177 et incorporait une postcombustion entièrement variable du ralenti jusqu'au réglage de pleine puissance, la première application de cette technologie dans un avion. Malheureusement, ce choix de groupe propulseur résulta en un Bristol 188 ayant une endurance typique de seulement 25 minutes, trop peu pour les essais à haute vitesse qui étaient demandés. Le chef pilote d'essai Godfrey L. Auty rapporta que si le 188 effectuait des transitions en douceur entre les régimes de vol subsonique et supersonique, les moteurs Gyron Junior avaient tendance à entrer en Pompage au-delà de cette vitesse, faisant alors tanguer et déraper l'avion.
Afin de résoudre les problèmes aérodynamiques et les problèmes de battement (en anglais : flutter), un grand nombre de modèles réduits furent testés. Certains, montés sur des accélérateurs à moteur-fusée convertis, furent lancés depuis le centre de recherches Aberpoth du Royal Aircraft Establishment (RAE), afin d'effectuer des essais en vol plané et d'étudier les résultats de ces vols.

## Histoire opérationnelle

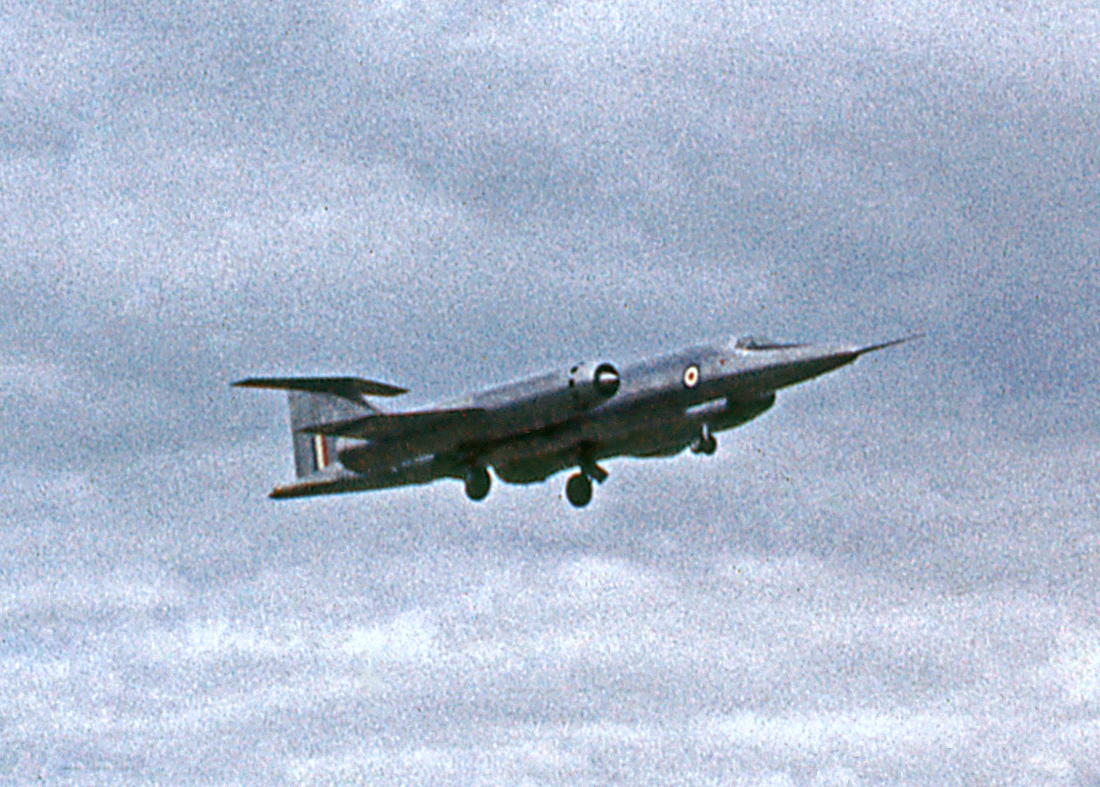
Le XF923, premier exemplaire du Bristol 188, à l'atterrissage à Farnborough après avoir effectué une présentation en public au salon aéronautique de Farnborough de 1962.

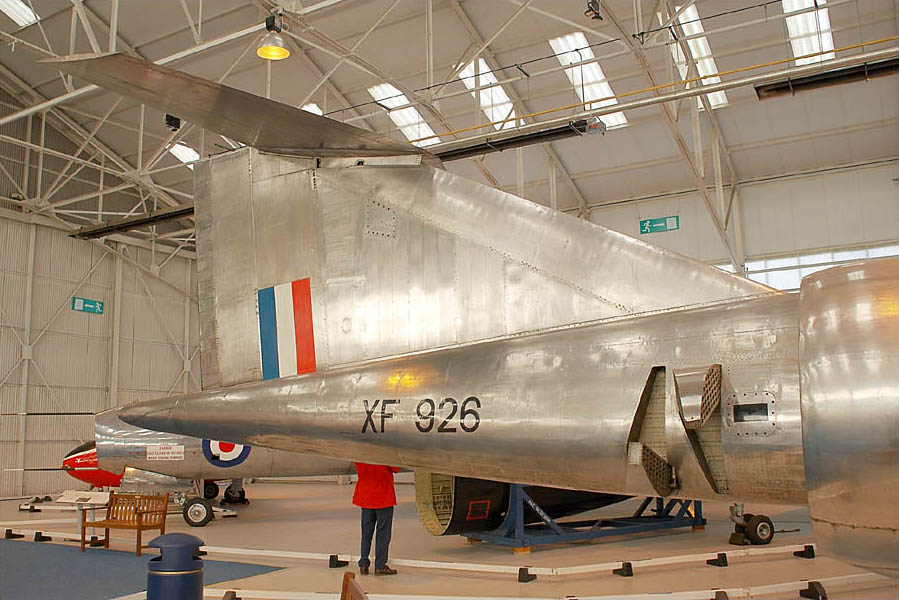
Vue de l'arrière du Bristol 188 exposé au Royal Air Force Museum Cosford. Les deux éléments déployés sont les aérofreins de l'appareil.

En mai 1960, la première cellule fut livrée au Royal Aircraft Establishment, à Farnborough, pour y effectuer des tests structurels — des essais de contraintes à froid et à chaud — avant d'être déplacée vers le centre de recherches Bedford du RAE (en). Le XF923, premier exemplaire du 188, réalisa ses premiers essais de roulage le 26 avril 1961, même si en raison de problèmes rencontrés, le premier vol ne fut pas réalisé avant le 14 avril 1962. Le XF923 devait rester avec Bristol pour ses vols et évaluations initiaux avant d'être expédié au Ministère de l'Aviation. Le deuxième prototype, numéroté XF926, effectua son premier vol le 26 avril 1963, utilisant les moteurs du XF923. Il fut ensuite donné au RAE à Bedford pour son programme d'essais en vol. Au cours de 51 vols, il parvint à atteindre une vitesse maximale de Mach 1,88 (2 000 km/h) à une altitude de 11 000 m (36 000 ft),. Le plus long vol subsonique du Bristol 188 ne dura que 48 minutes, nécessitant de brûler 70 % du carburant embarqué pour atteindre son altitude opérationnelle.
Le premier prototype effectua sa première apparition en public en septembre 1962, lorsqu'il fut présenté au sol et en vol lors du salon aéronautique de Farnborough de cette année. Au cours de cette même année, il fit une apparition dans le film Some People (en).
Les données récoltées pendant les tests étaient enregistrées à bord de l'avion et transmises vers les équipes au sol pour être également enregistrées. La réception des informations concernant le vol signifiait qu'un pilote resté à terre pouvait aider et conseiller le pilote alors aux commandes de l'appareil en vol. Le projet souffrait de nombreux problèmes, le principal étant l'importante consommation de carburant des moteurs, qui ne permettait pas de voler suffisamment longtemps à des vitesses élevées pour pouvoir évaluer l'« absorption de chaleur » de la cellule, qui était pourtant l'un des principaux axes de recherche ayant donné lieu à la conception du 188. Combiné à des fuites de carburant, l'incapacité à atteindre la vitesse de Mach 2 prévue lors de la conception et une vitesse de décollage de près de 480 km/h, ce facteur compromit sévèrement la réalisation de la phase de tests de l'avion. Néanmoins, bien que le programme du 188 fut finalement abandonné, les connaissances et informations techniques récoltées lors de ses vols furent mises à profit pour le futur programme du Concorde. L'absence de conclusion claire sur l'emploi de l'acier inoxydable mena à l'emploi d'aluminium conventionnel et à une limitation à une vitesse de Mach 2,2 pour le Concorde. L'expérience accumulée avec le moteur Gyron Junior, qui fut le premier moteur à réaction britannique conçu pour supporter un vol soutenu à vitesse supersonique, participa également plus tard au développement du Bristol Olympus (plus tard fabriqué sous le nom de Rolls-Royce), qui fut utilisé à la fois sur le Concorde et le BAC TSR-2.
Diverses propositions pour un développement plus poussé du 188 furent présentées, comme l'intégration de statoréacteurs et de moteurs-fusées, ainsi que l'éventualité d'une conception de versions destinées à la chasse ou à la reconnaissance aérienne. Une proposition sérieuse envisageait l'emploi d'entrées d'air de type « Wedge ».
L'annonce de l'arrêt de la totalité du développement fut effectuée en 1964, le dernier vol de l'exemplaire XF926 étant réalisé le 12 janvier 1964. Au total, le projet coûta 20 millions de livres sterling. À la fin du programme — considéré comme le plus cher à l'époque pour un avion de recherche en Grande-Bretagne —, chaque appareil dut être « cannibalisé » afin de garder la cellule sélectionnée prête pour voler.

## Utilisateurs
- Royaume-Uni :
  - Royal Aircraft Establishment.

## Spécifications techniques
Données de « The World's Worst Aircraft: From Pioneering Failures to Multimillion Dollar Disasters ».
Caractéristiques générales
- Équipage : 1 pilote
- Longueur : 23,67 m
- Envergure : 10,69 m
- Hauteur : 3,65 m
- Surface alaire : 36,79 m2
- Moteur : 2 turboréacteurs avec postcombustion De Havilland Gyron Junior DGJ10RS
  - Poussée à sec : 44 kN   chacun
  - Poussée avec postcombustion : 88 kN chacun

 Performances 
- Vitesse maximale : Mach 1,88 (2 000 km/h) à une altitude de 11 000 m (36 000 ft)

## Exemplaire préservé
En avril 1966 les deux cellules du 188 furent envoyées au Proof and Experimental Establishment à Shoeburyness, dans l'Essex, afin de servir de cibles pour des essais d'artillerie, mais en 1972, le XF926 fut démantelé et déménagé vers la base aérienne de Cosford (en) — sans ses moteurs — afin d'y servir de cellule d'instruction. Il est depuis préservé et exposé au Royal Air Force Museum Cosford, près de Wolverhampton,. L'exemplaire portant le numéro XF923 fut envoyé à la destruction peu après.

### Magazines
- (en) W. T. Gunston, « Bristol 188 : A Versatile Research Aeroplane », Flight International magazine, vol. 81, no 2773,‎ 3 mai 1962, p. 693–703 (lire en ligne [PDF]).